# Commersonia stowardii
Commersonia stowardii là một loài thực vật có hoa trong họ Cẩm quỳ. Loài này được S.Moore mô tả khoa học đầu tiên năm 1920.